# Milan Chautur
Milan Chautur C.Ss.R. (Szinna, 1957. szeptember 4.) szlovák görögkatolikus pap, redemptorista szerzetes, kassai görögkatolikus püspök.

## Pályafutása
1981. június 14-én szentelték pappá.

### Püspöki pályafutása
1992. január 11-én eperjesi segédpüspökké nevezték ki. Február 29-én szentelte püspökké Ján Hirka eperjesi püspök, Michael Rusnak torontói szlovák görögkatolikus püspök és Giovanni Coppa csehszlovákiai apostoli nuncius segédletével. 
1997. január 27-én az újonnan létrehozott Kassai apostoli exarchátus élére nevezték ki. 2008. január 30-tól az apostoli exarchátust egyházmegyei rangra emelték, ezzel megyéspüspök lett. Beiktatására február 18-án került sor.
2021 januárjában lemondott a püspökségről, amelyet Ferenc pápa június 24-én elfogadott. Utódja a kassai görögkatolikus egyházmegye eparchájaként Cyril Vasil’ SJ érsek.